# El Besòs i el Maresme
El Besòs i el Maresme és un barri del districte de Sant Martí de Barcelona. Es troba a la zona nord-est, al límit amb el municipi de Sant Adrià del Besòs (al barri també anomenat El Besòs). El barri va créixer per la construcció d'habitatges durant les dècades de 1950 i de 1960 per donar resposta al dèficit d'aquests que hi havia a la ciutat.
Antigament els terrenys havien estat regats per séquies com el de la Madriguera i de la Verneda, restes d'un antic braç del riu Besòs que desembocava al Camp de la Bóta. El barri s'estén al llarg del tram sud de la Rambla de Prim.
Al barri s'hi troben el Museu de Ciències Naturals de Barcelona i les instal·lacions del parc del Fòrum, construïdes per a l'esdeveniment del mateix nom el 2004 i s'hi construirà el campus Diagonal-Besòs. Estava previst construir-hi el Zoo Marí però el projecte s'aturà l'any 2011.

## Equipaments

### Centre Cívic Besòs
El Centre Cívic Besòs és un equipament sociocultural de proximitat, situat al barri del Besòs i el Maresme, al districte de Sant Martí de la ciutat de Barcelona. La seva titularitat és municipal. El centre cívic, inaugurat el novembre de 1993, ofereix activitats culturals. L'equipament presenta una projecte singular especialitzat en flamenc, fonamentat en la difusió, la formació i el suport a la creació. Un dels seus màxims exponents és el Cicle de Flamenc al Besòs (in)fusión flamenca, que se celebra al mes de novembre des de l'any 2003.
L'equipament també acull altres serveis de caràcter social i cultural: el Punt d'Informació Juvenil de Sant Martí, el Casal Infantil Municipal ‘El Vaixell', la Biblioteca Ramon d'Alòs-Moner, el Centre de Serveis Socials del Besòs l'Escola d'Adults ‘Martinet de Nit’, la seu del Pla de Desenvolupament Comunitari del Besòs-Maresme i la seu dels Tècnics de Barri del Besòs-Maresme.

### Institut Barri Besòs
Institut d'Educació Secundària Obligatòria. Després d'ocupar l'edifici Cristòbal de Moura 223, el curs 1982-83 l'Institut es trasllada al seu edifici actual, al carrer Pujades, 397

### Institut Rambla Prim
Institut d'Educació Secundària postobligatòria (formació professional).
La ubicació actual (1962) en Cristòbal de Moura 223 (cruïlla Rambla Prim i Cristòbal de Moura), va tenir diversos noms i tipus d'ensenyament durant la seva història.